# Caenarolia miles
Caenarolia miles är en tvåvingeart som först beskrevs av Christian Rudolph Wilhelm Wiedemann 1828.  Caenarolia miles ingår i släktet Caenarolia och familjen rovflugor. Inga underarter finns listade i Catalogue of Life.